# Anthurium arusiense
Anthurium arusiense är en kallaväxtart som beskrevs av Thomas Bernard Croat och M.M.Mora. Anthurium arusiense ingår i släktet Anthurium och familjen kallaväxter. Inga underarter finns listade.